# ГЕС Заоші
ГЕС Заоші (皂市水电站) — гідроелектростанція у центральній частині Китаю в провінції Хунань. Входить до складу каскаду на річці Xieshui, лівій притоці Лішуй (впадає до розташованого на правобережжі Янцзи великого озера Дунтін).
В межах проекту річку перекрили греблею із ущільненого котком бетону висотою 88 метрів та довжиною 351 метр. Вона утримує водосховище з площею поверхні 54 км2 та об'ємом 1,2 млрд м3, в якому припустиме коливання рівня у операційному режимі між позначками 112 та 140 метрів НРМ (під час повені рівень може зростати до 144,5 метра НРМ, а об'єм — до 1,44 млрд м3).
Пригреблевий машинний зал обладнали двома турбінами типу Френсіс потужністю по 60 МВт, котрі які використовують напір від 36 до 66 метрів (номінальний напір 50 метрів) та забезпечують виробництво 333 млн кВт-год електроенергії на рік.
Видача продукції відбувається по ЛЕП, розрахованій на роботу під напругою 220 кВ.
Вперше проект намагались реалізувати ще в кінці 1950-х, проте за два роки після початку, в 1961-му, роботи припинили. У підсумку водосховище та гідроелектростанцію спорудили лише на початку 21 століття.